# El Moral, Amatlán de los Reyes
El Moral är en ort i Mexiko.   Den ligger i kommunen Amatlán de los Reyes och delstaten Veracruz, i den sydöstra delen av landet, 240 km öster om huvudstaden Mexico City. El Moral ligger 653 meter över havet och antalet invånare är 220.
Terrängen runt El Moral är varierad. Runt El Moral är det ganska tätbefolkat, med 116 invånare per kvadratkilometer. Närmaste större samhälle är Córdoba, 9,1 km norr om El Moral. I omgivningarna runt El Moral växer huvudsakligen savannskog.